# Lambertus Hortensius

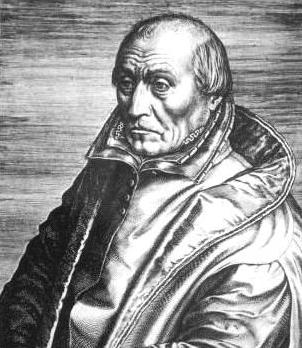
Lambertus Hortensius, kopergravure ca 1575

Lambertus Hortensius (Montfoort, circa 1500 - Naarden, 1574) was een Nederlandse geschiedschrijver en humanist. Hij studeerde in Utrecht en aan de universiteit van Leuven. In 1527 kreeg hij de taak geschiedenisles te geven aan de Hiëronymusschool van de Broeders des Gemenen Levens in Utrecht. In die tijd werd hij tot priester gewijd. Hoewel hij zich nooit openlijk van de katholieke kerk heeft afgewend, werd hij door zijn tijdgenoten beschouwd als een sympathisant van de hervormers en kreeg zelfs de bijnaam de luthersche paap.
In 1544 kwam hij in Naarden waar hij rector werd van de Latijnse School. Hij maakte de slachting die de Spanjaarden in 1572 in Naarden aanrichtten zelf mee en schreef daarover in Opkomst en ondergang van Naarden. Voorafgaand was Lambertus Hortensius een van de zeven afgezanten, die namens de stad tevergeefs de Spaanse bevelhebber om genade smeekten voor burgerij en stad. Bij het bloedbad ziet Hortensius met eigen ogen hoe zijn zoon Augustinus vermoord wordt. Zelf overleefde hij, al werd hij wel mishandeld, doordat een voormalige leerling Jonkheer Lieven van Weldam ervoor had gezorgd dat Lambertus door de graaf van Bossu werd gered. Hij vlucht, ziet de stad op een afstand branden en trekt naar Utrecht. Eind 1573 keerde hij terug in Naarden en ging op een hofstede buiten de stad wonen.
Hortensius overleed in 1574 en werd begraven in de Grote Kerk. Op zijn grafsteen, die nog steeds aanwezig is, staat vermeld: Hier ligt begraven het lichaam van Lamvertus Hortensius, een man van grote geleerdheid, een voortreffelijk letterkundige, een vernuftig historicus en een scherpzinnig leider der Naardense jeugd.
De gedenksteen ter ere van hem is later geplaatst en daardoor is er een fout in het sterfjaar op gezet (1573).
Zijn tweede zoon Hieronymus Hortensius werd priester, maar werd in 1576 aangesteld als de tweede predikant van Hervormd Naarden.

## Bibliografie

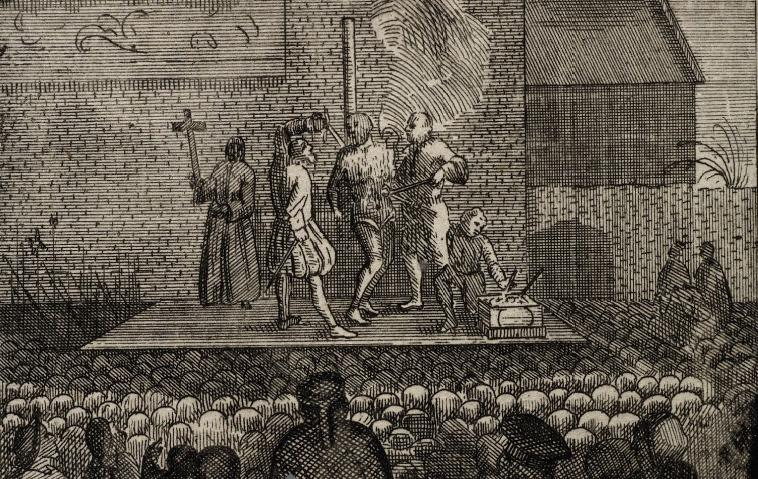
Executie van Jan van Leiden, in een herdruk van Hortensius' Tumultuum anabaptistarum liber unus, ca 1650